# Wiszenka (rejon chmielnicki)
Wiszenka (ukr. Вишенька) – wieś na Ukrainie w rejonie chmielnickim należącym do obwodu winnickiego.
W domu miecznikowej Anny z Brzozowskich Pieńkowskiej pośród gości często odbywali swoje lektury Sylwester i Aleksander Grozowie.